# Domnitor
El domnitor (pl. domnitori) fue el título oficial del gobernante de Rumanía entre 1862 y 1881. Era usualmente traducido como "principe" o, menos comúnmente, como "gran duque" en otros idiomas. Deriva de la palabra rumana domn (señor o gobernante), y ésta, a su vez, del latín dominus. El título estuvo en uso desde la Edad Media. Los gobernantes moldavos y válacos en ocasiones eran denominados con este título, aunque su título oficial era voivoda u hospodar, especialmente cuando eran nombrados oficialmente por los sultanes del Imperio otomano. El título obtuvo significado oficial sólo tras la unión de Moldavia y Valaquia en 1862 para formar los Principados Unidos de Rumanía bajo Alejandro Juan Cuza, que había gobernado ambos territorios desde 1859 y que sería depuesto en 1866 y sucedido por Carlos I que ostentaría el título hasta 1881, cuando proclamó el Reino de Rumania, del que sería el primer rey.